# Stazione di Raheny
La Raheny railway station è una stazione ferroviaria, aperta il 25 maggio 1844, che si trova lungo la linea Trans Dublin della Dublin Area Rapid Transit, la metropolitana in superficie di Dublino, capitale dell'Irlanda. Fornisce servizio agevole agli abitanti dell'omonimo sobborgo, anche se è doveroso aggiungere che molti usufruiscono della Kilbarrack railway station o della Harmonstown railway station.
La stazione è la più importante della linea Trans-Dublin a Nord di Dublino e a volte è fermata della Dublin-Belfast e fu la prima ad essere aperta lungo la linea, nella parte a Nord di Dublino, e proprio qui si tennero le celebrazione per la creazione dell'arteria ferroviaria stessa. Ora come ora la struttura è piuttosto moderna. Consta di biglietterie automatiche e non, tornelli, ascensori, rampe e buoni servizi per le persone disabili.

## Servizi
- Servizi igienici
- Capolinea autolinee
- Biglietteria a sportello
- Biglietteria self-service
- Distribuzione automatica cibi e bevande